# Generisk lægemiddel
Et generisk lægemiddel, også kaldet generika og kopimedicin, er et lægemiddel, der indeholder samme virkemiddel som et originalt præparat. Idet virkemidlet ikke længere er patentbelagt, kan det generiske lægemiddel produceres og sælges til en lavere pris end det tilsvarende originalpræparat. Virkemidlet skal være det samme som originalpræparatet, men det generiske hjælpemiddel kan indeholde andre hjælpestoffer end det originale. Styrken og doseringsformen er også ens. 
Produktnavnene på generiske lægemidler er generelt ens på tværs af landegrænser, idet navnet som regel blot er det virksomme stof efterfulgt af producenten. Generiske lægemidler er underlagt samme kvalitetskontrol som originalpræparater. Et givent virksomt stof skal have været på markedet i 6 år (fra 2015 10 år) for at kunne indgå i et generisk lægemiddel. 
I mange lande, herunder Danmark, er der ved lov indført generisk substitution, hvilket betyder at apoteket med mindre lægen har påført andet på recepten kan udlevere et andet og billigere (generisk) lægemiddel end det oprindeligt ordinerede. På europæisk plan har generiske lægemidler en markedsandel på omkring 15%, mens de i lande med høje medicinalpriser er langt mere udbredte. I Danmark var markedsandelen således ca. 38% i 1996-1997.